# 盧森堡的索菲
盧森堡的索菲（法語：Sophie de Luxembourg，1902年2月14日—1941年5月24日），盧森堡大公威廉四世的幼女。

## 家庭
1921年，索菲與薩克森末代國王腓特烈·奧古斯特三世的幼子恩斯特·海因里希結婚，兩人共有三個兒子：
1. 迪多王子（Dedo，1922年—2009年）
2. 迪莫王子（Timo，1923年—1982年）
3. 格洛王子（Gero，1925年—2003年）